# Impasse Delaunay
Impasse Delaunay är en återvändsgata i Quartier de la Roquette i Paris 11:e arrondissement. Impasse Delaunay, som börjar vid Rue de Charonne 123, är uppkallad efter en av de ursprungliga fastighetsägarna. Gatan anlades år 1811 och hette ursprungligen Cul-de-sac de la Croix-Faubin.

## Kommunikationer
- Tunnelbana linje  – Charonne
- Busslinje 56 och 76

### Webbkällor
- ”Impasse Delaunay”. Mairie de Paris. http://www.v2asp.paris.fr/commun/v2asp/v2/nomenclature_voies/Voieactu/2674.nom.htm. Läst 13 januari 2017.